# Bezpieczeństwo
Bezpieczeństwo – stan dający poczucie pewności i gwarancję jego zachowania oraz szansę na doskonalenie.

## Rodzaje bezpieczeństwa
Wyróżnia się następujące rodzaje bezpieczeństwa:
- ze względu na obszar jaki obejmuje – bezpieczeństwo globalne, bezpieczeństwo międzynarodowe, bezpieczeństwo regionalne, bezpieczeństwo narodowe;
- ze względu na stosunek do obszaru państwa – bezpieczeństwo zewnętrzne i bezpieczeństwo wewnętrzne;
- ze względu na dziedzinę, w jakiej występuje – bezpieczeństwo ekologiczne, ekonomiczne, energetyczne, fizyczne, informatyczne (cybernetyczne, teleinformatyczne), kulturowe, militarne, polityczne, socjalne i społeczne[2] oraz identyfikacyjne[3].

## Pojęcie bezpieczeństwa
Pojęcie bezpieczeństwa państwa ewoluowało przez wieki, a w ostatnich dekadach XX wieku szczególnie szybko zmieniało znaczenie. Wobec zmiany środowiska międzynarodowego na przełomie lat osiemdziesiątych i dziewięćdziesiątych XX wieku i związanej z tym ewolucji postrzegania zagrożeń coraz większe znaczenie zaczęto przywiązywać do bezpieczeństwa pozamilitarnego. Wyłoniło się więc bezpieczeństwo ekologiczne, ekonomiczne, energetyczne, informacyjne, socjalne i wiele innych, jak na przykład bezpieczeństwo humanitarne. Zarysowała się tendencja, aby przez bezpieczeństwo państwa rozumieć wszystko co może mieć jakikolwiek związek z zagrożeniem państwa i jego społeczeństwa.
Z tego względu wydaje się rozsądna propozycja Ryszarda Zięby, żeby wyodrębnić następujące podstawowe wartości składające się na bezpieczeństwo współczesnych państw:
- przetrwanie państwa jako niezależnej jednostki politycznej, narodu jako wyróżnionej grupy etnicznej, biologiczne przeżycie ludności państwa. Jest ono naczelną wartością, której każde państwo gotowe jest poświęcić inne wartości, gdyż nie mogą być one zachowane w sytuacji zagrożenia istnienia ludności. Wartość ta jest stawiana na naczelnym miejscu;
- integralność terytorialna, która w potocznym rozumieniu nadal jest uważana za główny korelat bezpieczeństwa;
- niezależność polityczna (w sensie ustrojowym, samowładności i swobody afiliacji), czyli suwerenności;
- jakość życia, na którą składają się takie wartości jak standard życia, szczebel rozwoju społeczno-gospodarczego, zakres praw i swobód obywatelskich, system kulturalny, narodowy styl życia, stan środowiska naturalnego, możliwości i perspektywy samorealizacji i rozwoju.

## Postrzeganie bezpieczeństwa (według Daniela Freia[5])
- stan braku bezpieczeństwa – wówczas gdy występuje duże rzeczywiste zagrożenie, a postrzeganie tego zagrożenia jest prawidłowe;
- stan obsesji występuje wtedy, gdy nieznaczne zagrożenie jest postrzegane jako duże;
- stan fałszywego bezpieczeństwa ma miejsce wówczas, gdy zagrożenie jest poważne, a postrzegane bywa jako niewielkie;
- stan bezpieczeństwa występuje wtedy, gdy zagrożenie zewnętrzne jest nieznaczne, a jego postrzeganie prawidłowe[6].

## Potrzeby społeczeństwa w dziedzinie bezpieczeństwa (według W. Kitlera)
- potrzeba bezpieczeństwa i porządku publicznego
- potrzeba bezpieczeństwa powszechnego
- potrzeba ochrony zdrowia oraz bezpieczeństwa sanitarno-epidemiologicznego
- potrzeba ochrony środowiska i gospodarki odpadami
- potrzeba ochrony dorobku kulturowego i tożsamości narodowej
- potrzeba bezpieczeństwa ekonomicznego
- potrzeba oświaty i wychowania
- potrzeba bezpieczeństwa narodowego

## Bezpieczeństwo Polski
Do tego zbioru wartości należą podstawowe cele polskiej polityki bezpieczeństwa, określone następująco:
- ochrona suwerenności i niezawisłości Rzeczypospolitej;
- utrzymanie nienaruszalności granic i integralności terytorialnej kraju;
- zapewnienie bezpieczeństwa obywateli Polski, w tym praw człowieka i podstawowych wolności oraz demokratycznego porządku;
- stworzenie niezakłóconych warunków do cywilizacyjnego i gospodarczego rozwoju Polski oraz wzrostu dobrobytu jej obywateli;
- ochrona dziedzictwa narodowego i tożsamości narodowej
- realizacja zobowiązań sojuszniczych, a także obrona i promowanie interesów państwa polskiego.